# Brooke Shields
Brooke Christa Shields, ameriška filmska, gledališka in televizijska igralka ter fotomodel, * 31. maj 1965, New York City, New York, Združene države Amerike.
Brooke Shields je s svojo kariero pričela že v otroštvu in zaslovela s filmi Pretty Baby (1978) in Plava laguna (1980). V odraslih letih je zaigrala glavne vloge v filmih Brenda Starr (1989), Freaked (1993) in Avtocesta brez izhoda (1999). Kasneje se je osredotočila na svojo televizijsko kariero; letoma 1996 in 2000 je igrala glavno vlogo v televizijski seriji Nenadoma Susan, med letoma 2008 in 2009 pa v televizijski seriji Ženska džungla.
Brooke Shields se je leta 1997 poročila s tenisačem Andrejem Agassijem; par se je ločil leta 1999. Od leta 2001 dalje je poročena s producentom in scenaristom Chrisom Henchyjem, s katerim ima dve hčerki.

## Zgodnje življenje
Brooke Christa Shields se je rodila v New York Cityju, New York, Združene države Amerike Francisu Alexandru »Franku« Shieldsu in Teri Shields, ki sta se ločila nekaj mesecev po njenem rojstvu.
Njen priimek pravzaprav izvira iz irskega priimka Ó Siadhail.
Po očetovi strani ima Brooke Shields francoske in italijanske korenine in je potomka nekaj evropskih kraljevih družin. Leta 2010 se je pojavila v NBC-jevi dokumentarni oddaji Družinsko drevo, kjer slavne osebnosti odkrivajo svoje korenine; v oddaji je izvedela, da je potomka Ludvika IX. Francoskega in Henrika IV. Francoskega ter sorodnica Ludvika XIV. Francoskega. Njena babica po očetovi strani je italijanska princesa Donna Marina Torlonia, njen dedek pa tenisač Frank Shields. Brooke Shields je bila vzgojena v rimskokatoliški veri. Ima dva polbrata in tri polsestre.

»Je najlepši otrok, kar sem jih kdaj videla, in pomagala ji bom pri njeni karieri.«

Teri Shields v intervjuju pet dni po rojstvu njene hčerke
Ko je bila Brooke Shields stara pet dni, je njena mama, igralka in fotomodel, odkrito povedala, da si želi, da bi bila njena hčerka aktivna v igralskem in manekenskem poslu.
Brooke Shields je pri desetih letih ob prejemu svoje svete birme posvojila srednje ime »Camille«. V času, ko je hodila na srednjo šolo, je živela v Haworthu, New Jersey.

### Šolanje
Do osmega razreda je Brooke Shields obiskovala dekliško šolo New Lincoln. Nato je leta 1983 maturirala na srednji šoli Dwight-Englewood v Englewoodu, New Jersey.
Brooke Shields je junija 1987 diplomirala iz francoske literature na univerzi Princeton; v času šolanja na Princetonu se je vselila v tamkajšnje študentsko naselje. Med študijem je odkrito govorila o svoji nedolžnosti in seksualnosti. Bila je članica princetonskega kluba Triangle, tamkajšnje gledališke skupine, katere člani so bili v preteklosti tudi David E. Kelley, Bo Goldman ter José Ferrer, in kluba Cap and Gown, kluba, katerega člani imajo rezervirane posebne prostore za obedovanja. V času šolanja na univerzi Princeton je Brooke Shields napisala tudi svojo avtobiografijo, On Your Own, ki so jo izdali leta 1985. Njeni disertaciji je bilo naslov »Začetek: od nedolžnosti do izkušnje: prednajstniško/najstniško potovanje v filme Louisa Mallea, Pretty Baby in Lacombe Lucien« (»The Initiation: From Innocence to Experience: The Pre-Adolescent/Adolescent Journey in the Films of Louis Malle, Pretty Baby and Lacombe Lucien«).
V uvodu ene izmed številk revije The New York Times so njeno izobrazbo, pridobljeno na univerzi Princenton potem, ko je malo po diplomiranju svoje zapiske predavanj julija 1987 objavila v reviji Life Magazine, kritizirali, predvsem zato, ker ni obiskovala predmetov, kot so matematika, svetovna literatura, zgodovina in znanost s praktičnim delom v laboratorijih. Brooke Shields sama je dejala, da je s svojim šolanjem tam zadovoljna:
Princeton mi je dal nekaj, česar mi ne more vzeti nihče. Naučil me je, kako misliti.
V času šolanja na univerzi Princeton je Brooke Shields zavrnila mnogo vlog, saj se je želela osredotočiti na svoje šolanje in ne na svojo igralsko kariero.

## Kariera

### Zgodnja kariera (1966–1977)
»Je zelo profesionalen otrok in je edinstvena. Izgleda in misli odraslo.«

Eileen Ford, agentka, o Brooke Shields na začetku njene kariere
Brooke Shields je s svojo kariero pričela pri enajstih mesecih kot fotomodel, ko se je pojavila v reklami za milo Ivory, ki jo je posnel Francesco Scavullo. Kmalu zatem je najela svojo prvo agentko, Eileen Ford, ustanoviteljico manekenske agencije Ford, ki ji je pomagala pri izgradnji nadaljnje uspešne kariere otroškega fotomodela; v intervjuju za njen življenjepis, izdan preko programa Lifetime Network, je Eileen Ford dejala, da je postala agentka za otroke izključno zato, ker so jo navdušili nastopi Brooke Shields.
Brooke Shields je še naprej igrala v reklamah in nadaljevala s svojo manekensko kariero, leta 1974 pa je posnela še svoj igralski prvenec, televizijski film After the Fall; v filmu je upodobila hčerko glavnega junaka. V naslednjih letih je zaigrala še v filmu Alice, Sweet Alice (1976) in televizijskem filmu The Prince of Central Park. Igrati je pričela tudi v gledališču.
Leta 2009 je fotograf Richard Prince na razstavi svojih fotografij v galeriji Tate Modern, Spiritual America, razstavil tudi fotografijo gole Brooke Shields, ki jo je posnel, ko je bila stara deset let. Ko so o tem obvestili policijo, je moral fotografijo odstraniti z razstave.

### 1978–1984: Preboj
Brooke Shields je svojo prvo pomembnejšo filmsko vlogo zaigrala leta 1978, ko se je pojavila v filmu Louisa Mallea, Pretty Baby, v katerem je zaigrala dvanajstletno prostitutko, ki skupaj s svojo mamo, tudi prostitutko (Susan Sarandon), živi v bordelu. V filmu se je nekajkrat pojavila popolnoma gola; ker je bila ob izidu filma stara le dvanajst, v času snemanja pa po vsej verjetnosti enajst let, so film na začetku večkrat obravnavali kot otroško pornografijo. Kljub temu so film kritiki v glavnem hvalili, njen nastop pa tudi; Roger Ebert iz revije Chicago Sun-Times je, na primer, napisal, da Brooke Shields v tem filmu »resnično oblikuje svoj lik; njena prefinjenost in globina sta osupljivi.« Kmalu zatem je izdala svoj naslednji film, Wanda Nevada (1979), ki je bil nekoliko manj uspešen in nekoliko manj kontroverzen. V tem času je zaigrala še v ne tako uspešnih filmih King of the Gypsies (1978), Tilt (1979) in Just You and Me, Kid (1979).
Zgodaj leta 1980 je takrat štirinajstletna Brooke Shields postala najmlajši fotomodel, kar se jih je kdaj pojavilo v reviji Vogue. Kasneje tistega leta se je pojavila v kontroverznem televizijskem in časopisnem oglasu za kavbojke znamke Calvin Klein. V televizijskem oglasu je izrekla svoj slavni in kontroverzni citat: »Želite vedeti, kaj je med menoj in mojimi 'kalvinkami'? Nič.« S tem oglasom je Brooke Shields pripomogla k temu, da je Calvin Klein nemudoma zaslovel kot uspešen modni oblikovalec. Kasneje je zaigrala v še nekaj reklamah za oblačila znamke Calvin Klein.
Leta 1980 je Brooke Shields postala najmlajša oseba, kar se jih je kdaj pojavilo v oddaji The Muppet Show; v epizodi serije, v kateri je zaigrala, je skupaj z Mupetki priredila lastno različico zgodbe Alica v Čudežni deželi. Naslednjega leta je postala tudi najmlajša oseba, kar jih je kdaj vodilo ABC-jevo oddajo Fridays, oddajo s skeči, podobno oddaji Saturday Night Live.
V zgodnjih osemdesetih je Brooke Shields pričela sodelovati z organizacijo Ameriško pljučno združenje (American Lung Association), ki spodbuja slavne osebnosti k temu, da med svojim občinstvom promovirajo nekadilce. Nekoliko kasneje je pričela sodelovati z organizacijo USO in poleg Boba Hopea nastopati na njihovih prireditvah.
Po treh desetletjih snemanja filmov najuspešnejši film Brooke Shields še vedno ostaja za oskarja in zlati globus nominiran film Plava laguna, v katerem je zaigrala poleg Christopherja Atkinsa. Tudi ta film je v javnosti izzovel nekaj ogorčenja zaradi ljubezenskih prizorov med najstnikoma na osamljenem tropskem otoku, v katerih sta se oba igralca, ki sta bila ob izidu filma stara devetnajst in petnajst let, pojavila gola. Kasneje je Brooke Shields za ameriško kongresno preiskavo pričala, da so za nekatere prizore uporabili starejše dvojnike. Kritiki so filmu dodelili mešane ocene, Brooke Shields pa si je za svoj nastop v njem prislužila zlato malino v kategoriji za »najslabšo igralko« in nominacijo za nagrado Young Artist Awards v kategoriji za »najboljšo mlado filmsko igralko«. Film je bil finančno kljub temu izredno uspešen; samo v Združenih državah Amerike in Kanadi naj bi zaslužil 58.853.106 $. Med letoma 1981 in 1984 je Brooke Shields vsako leto prejela nagrado People's Choice Awards v kategoriji za »najljubšo mlado igralko.«
Leta 1981 je Brooke Shields izdala film Endless Love, za katerega je bila nominirana za svojo drugo zlato malino v kategoriji za »najslabšo igralko«. Ogleda filma organizacija MPAA na začetku ni priporočala mlajšim od osemnajst let, a so to oceno kmalu po izidu spremenili v oceno R, kar pomeni, da mlajšim od sedemnajst let ob ogledu filma priporočajo starševski nadzor. Med letoma 1981 in 1983 je bila Brooke Shields skupaj s svojo mamo, fotografom Garyjem Grossom in revijo Playboy vpletena v tožbo, vloženo na sodišče v New York Cityju. Njena mama je fotografa Garyja Grossa tožila, ker je podpisala pogodbo, v kateri je svoji hčerki dovolila (v Združenih državah Amerike morajo pogodbe mladoletnih fotomodelov podpisovati njihovi starši ali uradni skrbniki), da posname fotografijo za naslovnico knjige Sugar and Spice, za katero se je nazadnje izkazalo, da je del revije Playboy. Sodišče je razsodilo v prid fotografa, a zaradi zanke v newyorškem zakoniku bi bila razsodba po vsej verjetnosti drugačna, če bi se Brooke Shields obravnavalo kot »otroški fotomodel« in ne kot »otroško umetnico«.
Do šestnajstega leta je Brooke Shields že veljala za eno izmed najbolj prepoznavnih oseb na svetu, predvsem zato, ker si je s svojo kariero oblikovala podobo provokativnega fotomodela in kontroverzne otroške igralke. Revija TIME je na naslovnici svoje številke, izdane 9. februarja 1981 poročala, da na dan kot fotomodel zasluži okoli 10.000 $. Leta 1983 se je pojavila na oktobrski in novembrski naslovnici ameriške revije Vogue, decembra pa še na italijanski različici revije Vogue. V tem času je Brooke Shields redno obiskovala nočni klub Studio 54 v New York Cityju.

### 1985–1995: Nadaljevanje s filmsko kariero
Brooke Shields med letoma 1984 in 1988 ni izdala ničesar. Leta 1986 so ji sicer ponudili vlogo Andie Walsh v filmu Howarda Deutcha, Pretty in Pink, vendar jo je zavrnila, ker ni želela zamuditi svojega šolanja (takrat se je šolala na univerzi Princeton). Vlogo je nazadnje dobila Molly Ringwald. Iz istega razloga je zavrnila tudi vlogo Kathryn Murphy v filmu Jonathana Kaplana Obtožena (1988), ki jo je kasneje dobila Kelly McGillis, vlogo Tess McGill v filmu Mikea Nicholsa, Delovno dekle (1988), ki jo je dobila Melanie Griffith in bila zanjo nominirana za oskarja ter vlogo Ann Bishop Mullany v filmu Stevena Soderbergha Seks, laži in videotrakovi (1989), ki jo je dobila Andie MacDowell in bila zanjo nominirana za zlati globus. Poleg tega je leta 1990 odšla na avdicijo za vlogo Vivian v filmu Čedno dekle, ki pa jo je nazadnje dobila Julia Roberts, ki je s tem filmom zaslovela.
Leta 1988 je Brooke Shields zaigrala Taro Holden v televizijskem filmu The Diamond Trap, naslednjega leta pa je imela manjšo vlogo stevardese v filmu Speed Zone!. Istega leta je zaigrala glavno vlogo v filmu Roberta Ellisa Millerja, Brenda Starr, ob Timothyju Daltonu in Diani Scarwid. Film je temeljil na istoimenskem stripu Dalea Messicka. Glavno vlogo v njem je najprej dobila Jessica Lange, ki pa jo je nazadnje zavrnila. Nato sta se za vlogo Brende Starr zanimali Anjelica Huston in Melanie Griffith, nazadnje pa jo je dobila Brooke Shields. Film so sicer posneli že leta 1986, a ga tri leta niso izdali, saj so se zavlekli sodni postopki, ki so odločali o lastniku distribucije filma. Ob izidu so filmski kritiki filmu dodelili v glavnem negativne ocene, njenemu nastopu pa tudi; Peter Travers iz revije Rolling Stone je, na primer, napisal: »Na Brookini Brendi je toliko slabega, da boste morda mislili, da je zlobna. A to sploh ni res.« Kljub temu je bil film finančno dokaj uspešen, saj je že v prvem tednu od izida zaslužil več kot 30.000 $.
V naslednjih letih je Brooke Shields zaigrala v še nekaj manj odmevnih filmih, kot so Backstreet Dreams (1990) ob Sherilyn Fenn, Running Wild (1992) ob Davidu Keithu ter Martinu Sheenu in I Can Make You Love Me (1993) ob Richardu Thomasu. Leta 1994 je zaigrala v Broadwayjskem muzikalu Brilijantina, kjer je ob Rickyju Paullu Goldinu, Rosie O'Donnell in Megan Mullally zaigrala Betty Rizzo. Gledališko igro, ki jo je režiral Jeff Calhoun, so gledališču Eugenea O'Neilla prvič upodobili 11. maja 1994, uprizarjali pa so jo še več let, vendar so nekajkrat zamenjali igralsko zasedbo.
Leta 1993 je dobila vlogo v črni komediji Toma Sterna, Freaked, kjer je zaigrala poleg Alexa Winterja, Michaela Stoyanova, Williama Sadlerja in Megan Ward. Film, ki se je premierno predvajal na filmskem festivalu v Torontu, je s strani filmskih kritikov prejel v glavnem pozitivne ocene, a je bil finančno dokaj neuspešen, saj je v prvem tednu od izida zaslužil le 6.957 $. V času, ko se je predvajal v kinematografih, je film zaslužil le 30.000 $.
Brooke Shields v naslednjih letih ni zaigrala opaznejših vlog. Leta 1993 se je pojavila v epizodi televizijske serije Tales from the Crypt, naslednjega leta pa je imela manjšo vlogo v televizijski seriji An American Love. Poleg tega je zaigrala v filmih The Postgraduate (1994) in The Seventh Floor (1994) ter v televizijskem filmu Nothing Lasts Forever (1995).

### 1996 - danes: Zdajšnja kariera
Leta 1996 je Brooke Shields zaigrala Joeyjevo zasledovalko v epizodi popularne komične televizijske serije Prijatelji. S svojim nastopom je navdušila NBC-jeve producente in tako dobila glavno vlogo v televizijski seriji Nenadoma Susan, ki jo je tudi producirala. Za svojo upodobitev glavnega lika, novinarke Susan, je bila nagrajena z nagrado People's Choice Award v kategoriji za »najljubšo žensko igralko v novi televizijski seriji« leta 1997 in nominirana za dva zlata globusa v kategoriji za »najboljši nastop igralke v televizijski seriji - Komedija/muzikal«, in sicer v letih 1997 in 1998. Posneli so štiri sezone serije in jo izdajali med letoma 1996 in 2000. Leta 1996 je Brooke Shields poleg Kieferja Sutherlanda in Reese Witherspoon zaigrala stransko vlogo v kriminalnem filmu Matthewa Brighta, Avtocesta brez izhoda, v katerem je zaigrala Mimi, ženo serijskega morilca (Kiefer Sutherland). Nato je leta 1998 zaigrala homoseksualko Lily v televizijskem filmu The Misadventures of Margaret. V naslednjih letih je imela manjše vloge v ne tako pomembnih filmih, kot so The Weekend (1999), Black and White (1999), The Bachelor (1999), The Disenchanted Forest (1999) in After Sex (2000). Leta 2001 je kanal Lifetime izdal televizijsko serijo What Makes a Family z Brooke Shields in Cherry Jones v glavnih vlogah. Televizijska serija, posneta po resnični zgodbi, je govorila o poročenih lezbičnih mamah, ki se soočata s floridskimi zakoni o posvojitvah. Takrat se je pojavila tudi v epizodi komične serije Pa me ustreli!. Istega leta je ponovno zaigrala v gledališču, saj se je pojavila v priredbi gledališke igre Kabaret. V naslednjih je v gledališču zaigrala še dvakrat, in sicer v igrah Wonderful Town (2003) in Chicago (2004–2005).
Brooke Shields je leta 2004 nekajkrat zaigrala v televizijski seriji Oh, ta sedemdeseta. V nekaj epizodah je zaigrala Pam Burkhart, Jackiejino (Mila Kunis) mamo, ki je imela krajše razmerje z Donninim (Laura Prepon) očetom (Don Stark). Potem, ko so scenaristi nehali pisati dialoge za njen lik, se v seriji ni več pojavila. Poleg tega je Brooke Shields pripovedovala ob posnetku Sony/BMG-jevega violinskega koncerta The Runaway Bunny Glena Rovena. Koncert so sicer izvedli v kraljevi filharmoniji in dvorani Ittai Shapira. V kasnejši polovici 2000. let se je Brooke Shields pojavila v epizodah televizijskih serij, kot so NBC-jeva serija Zakon in red, FX-jeva serija Pod nožem lepote in CBS-jeva serija Dva moža in pol. Leta 2005 je zaigrala tudi v epizodi »Blue Balls Lagoon« druge sezone HBO-jeve serije Priskledniki. Leta 2007 se je prvič pojavila v Disney Channelovi televizijski seriji Hannah Montana, v kateri je zaigrala Susan Stewart, mamo glavne junakinje, Miley Stewart (Miley Cyrus), ki je umrla leta 2004. Do leta 2009 je zaigrala v treh epizodah serije.
Leta 2008 je Brooke Shields poleg Kim Raver in Lindsay Price dobila eno od treh glavnih vlog v dramski televizijski seriji Ženska džungla, Wendy Healy. Serijo so snemali do leta 2009 in v tem času posneli le eno sezono oziroma dvajset epizod. Leta 2009 se je pojavila v situacijski komediji The Middle, kjer je v dveh epizodah zaigrala Frankie, sosedo lika Patricie Heaton. Leta 20101 je Brooke Shields ob Brendanu Fraserju zaigrala glavno vlogo v filmu Rogerja Kumba, Kosmato maščevanje. Filmu so kritiki dodelili predvsem negativne ocene, poleg tega pa je bil tudi finančno izredno neuspešen. Istega leta je zaigrala v televizijskem filmu The Boy Who Cried Werewolf. 28. junija 2011 je Brooke Shields ponovno zaigrala na Broadwayju, kjer je v muzikalu The Addams Family dobila vlogo Morticie. Poleg tega se je pojavila še v kratkem filmu That Is All in filmih Chalet Girl ter The Greening of Whitney Brown. V slednjem je zaigrala Joan Brown, mamo glavnega lika, Whitney Brown (Sammi Hanratty).

## Zasebno življenje
Junija 2009 je Brooke Shields v intervjuju z revijo Health dejala, da je svojo nedolžnost izgubila pri dvaindvajsetih letih. Dejala je, da bi se to po vsej verjetnosti zgodilo že prej, če bi imela boljšo samopodobo.
Sredi osemdesetih je Brooke Shields med šolanjem na univerzi Princeton hodila s svojim sošolcem Deanom Cainom. Poleg tega so jo povezali tudi z Johnom F. Kennedyjem, ml., igralcem Liam Neeson in pevcem George Michael. Bila je tudi eno od najljubših deklet japonskega princa Naruhita. Po romanci z Johnom Travolto je šestnajstletna Brooke Shields pričela hoditi z osemnajstletnim Mohammedom, sinom bilijonarja Adnana Khashoggija, s katerim sta se spoznala v Cannesu. Pri osemnajstih je spoznala Dodija Fayeda, s katerim sta se spoprijateljila. Ko je dopolnila štiriindvajset let, je ob praznovanju njegovega triintridesetega rojstnega dne z njim preživela noč v Parizu.
V poznih devetdesetih je Brooke Shields s svojo postavo pričela s promocijo fitnesa, saj je menila, da gre ženskost z roko v roki s fizično pripravljenostjo.
Brooke Shields se je poročila dvakrat. Od 19. aprila 1997 do 9. aprila 1999 je bila poročena s tenisačem Andrejem Agassijem; par sta postala leta 1993. 4. aprila 2001 se je poročila s televizijskim scenaristom Chrisom Henchyjem, ki ga je spoznala preko skupnih prijateljev. Par ima dve hčerki: Rowan Francis (roj. 15. maj 2003) in Grier Hammond (roj. 18. april 2006).
Brooke Shields je govornica Tupperwareove kampanje Veriga samozavesti PAMETNIH deklet (Chain of Confidence SMART Girls), ki dekleta uči, da morajo negovati svoje fizično in mentalno zdravje.

### Poporodna depresija
Brooke Shields je spomladi leta 2005 za revije, kot je Guideposts in v oddaji The Oprah Winfrey Show spregovorila o svojem boju s poporodno depresijo. O tej izkušnji je dejala, da je vključevala depresijo, samomorilne misli, nesposobnost odzivanja na potrebe njenega dojenčka in zapoznelo materinsko vez. Izkušnjo je po njenem mnenju sprožil travmatičen porod, stres zaradi umetne, in vitro oploditve, splav, smrt njenega očeta tri tedne pred porodom in zgodovina depresije v druđžini, pa tudi spremembe hormonskega ravnovesja zaradi poroda. V svoji knjigi, naslovljeni Down Came the Rain, opisuje to izkušnjo, z njo pa je želela z dejstvi o poporodni depresiji seznaniti tudi širšo javnost.
Maja 2005 je Tom Cruise, scientolog, ki ne verjame, da bi se moralo ob psihičnih boleznih zatekati k psihiatriji, Brooke Shields tako profesionalno kot zasebno predlagal, da bi spregovorila proti uporabi antidepresiva Paxil. V enem izmed intervjujev je dejal: »Imamo žensko in Brooke Shields imam rad, ker mislim, da je izjemno talentirana ženska, ampak ko jo pogledaš, [pomisliš]: 'Kaj se je zgodilo z njeno kariero?« Brooke Shields sama je dejala, da je bila njegova izjava »neodgovorna« in »nevarna«. Dejala je, da bi se Tom Cruise moral še naprej »držati bojevanja z vesoljci« (takrat je namreč ravno izšel njegov film Vojna svetov, njen komentar pa se je nanašal tudi na nekatere bolj eksotične scientološke doktrine), »materam pa prepustiti odločitev, kakšen je najboljši način za zdravljenje poporodne depresije.« Igralka se je na nadaljnje napade s strani Toma Cruisea odzvala v eseju »Vojna svetov«, ki ga je 1. julija 2005 objavila revija The New York Times in v katerem je dejala, da ji je zdravstvena pomoč pri boju s poporodno depresijo pomagala: »Na nek čuden način me je pomirilo, ko mi je moj porodničar dejal, da so moji občutki grozljivega obupa in samomorilne misli direktno povezane z biokemičnim ravnovesjem v mojem telesu. Ko si enkrat priznamo, da je poporodna depresija resna zdravstvena težava, zdravljenje postane dosegljivo in v javnosti bolj sprejmljivo. Ob zdravniški oskrbi, sicer sem se sedaj že odpovedala zdravilom, a brez njih ne bi postala ljubeč starš, kakršen sem sedaj.« 31. avgusta 2006 je spletna stran USAToday.com poročala, da se ji je Tom Cruise zasebno opravičil, da je Brooke Shields opravičilo sprejela in kasneje dejala, da je »prišlo iz srca«. Tri mesece kasneje, novembra 2006, sta se z njenim možem udeležila poroke Toma Cruisa s Katie Holmes.

### Razmerje z Michaelom Jacksonom
7. julija 2009 je Shieldsova v dvorani Staples Center v Los Angelesu pred tisočimi prisotnimi in milijardo pred televizijskimi ekrani med svojim govorom spregovorila o svojem odnosu s pevcem Michaelom Jacksonom. Povedala je, da sta se spoznala, ko ji je bilo trinajst let, ter se nemudoma sprijateljila. Nato je nadaljevala:
Ko razmišljam o tem, kako sva se spoznala in o času, ki sva ga preživela skupaj, pomislim, da bi naju ljudje po vsej verjetnosti označili za »čuden par« ali »nenavadno kombinacijo«, a nama se je zdelo najnaravnejša in najlažja vrsta prijateljstva … Michael je vedel, da lahko vedno računa na mojo podporo, da ga bom vedno spremljala in da se bova imela lepo, ne glede na to, kje bova. Bila sva povezana... Oba sva morala zelo hitro odrasti, a ko sva bila skupaj, sva bila dva majhna otroka, ki se igrata skupaj.
V svojem govoru je povedala tudi mnogo anekdot, med drugim tudi anekdoto iz ene od porok Elizabeth Taylor, na kateri ga je spremljala; par se je odtihotapil v njeno garderobo, da bi bila prva, ki bi videla njeno poročno obleko, vendar sta našla le Elizabeth Taylor, kako spi na postelji. Ko se je spominjala njunih druženj, je bila Brooke Shields na robu solz, mimogrede pa se je pošalila na račun njegove slavne rokavice. Omenila je tudi njegovo najljubšo pesem, »Smile« Charlie Chaplina, ki jo je na pogrebu zapel Jermaine Jackson.
Kolumnistka revije New York Times Gail Collins je napisala, da je bilo »malce nenavadno slišati jokav govor Brooke Shields o njenem globokem prijateljstvu z Michaelom Jacksonom, glede na to, da je novinarjem povedala, da ga je nazadnje videla na osmi poroki Elizabeth Taylor leta 1991.« Ta poročanja pa se ne skladajo s tem, da je leta 1993 Michael Jackson v intervjuju z Oprah Winfrey dejal, da hodi z Brooke Shields, pa tudi z dejstvom, da ga je Brooke Shields spremljala na podelitev grammyjev leta 1993. Brooke Shields je dejala, da jo je Michael Jackson večkrat zaprosil in jo vprašal, če bi rada z njim posvojila otroka.
Leta 2001 je Michael Jackson v intervjuju z rabinom Shmuley Boteachom dejal:
Bila je ena od ljubezni mojega življenja. Veste, mislim, da me je ljubila tako, kot sem jaz ljubil njo. Veliko sva hodila. Njene slike so bile polepljene po vseh stenah, po ogledalu, po vsem. Na podelitev oskarjev sem odšel z Diano Ross in do mene stopi to dekle in mi reče 'Živjo, sem Brooke Shields.' Nato me vpraša: 'Boš odšel na zabavo po podelitvi?' Rekel sem: 'Ja.' 'Dobro, potem se pa vidiva tam.' Jaz pa: 'O, moj Bog, ali sploh ve, da so njene slike polepljene po celi moji sobi?' In sva odšla na zabavo po podelitvi. Pride do mene in me vpraša: 'Boš zaplesal zame?' In ji rečem: 'Ja. Zaplesal bom zate.' Predelala sva vse točke in vso noč sem bil pokonci, se vrtela po sobi in se zabavala. Bilo je super.

## Filmografija
| Filmi      | Filmi                                      | Filmi                  | Filmi                                                  |
| Leto       | Film                                       | Vloga                  | Opombe                                                 |
| ---------- | ------------------------------------------ | ---------------------- | ------------------------------------------------------ |
| 1976       | Alice, Sweet Alice                         | Karen Spages           | Alternativni naslov: Communion Holy Terror             |
| 1978       | Pretty Baby                                | Violet                 |                                                        |
| 1978       | King of the Gypsies                        | Tita                   |                                                        |
| 1979       | Tilt                                       | Tilt                   |                                                        |
| 1979       | Wanda Nevada                               | Wanda Nevada           |                                                        |
| 1979       | Just You and Me, Kid                       | Kate                   |                                                        |
| 1980       | Plava laguna                               | Emmeline Lestrange     |                                                        |
| 1981       | Endless Love                               | Jade Butterfield       |                                                        |
| 1983       | Sahara                                     | Dale                   |                                                        |
| 1984       | The Muppets Take Manhattan                 | Customer               |                                                        |
| 1989       | Speed Zone!                                | Stewardess             | Alternativna naslova: Cannonball Fever                 |
| 1989       | Brenda Starr                               | Brenda Starr           |                                                        |
| 1990       | Backstreet Dreams                          | Stevie                 | Alternativna naslova: Backstreet Strays                |
| 1992       | Running Wild                               | Christine Shaye        | Alternativna naslova: Born Wild                        |
| 1993       | Freaked                                    | Skye Daley             | Alternativna naslova: Freak Show Hideous Mutant Freekz |
| 1994       | The Postgraduate                           | Fantasy Wife           |                                                        |
| 1994       | The Seventh Floor                          | Kate Fletcher          |                                                        |
| 1996       | Avtocesta brez izhoda                      | Mimi Wolverton         |                                                        |
| 1998       | The Misadventures of Margaret              | Lily                   |                                                        |
| 1999       | The Weekend                                | Nina                   |                                                        |
| 1999       | Black and White                            | Sam Donager            |                                                        |
| 1999       | The Bachelor                               | Buckley Hale-Windsor   |                                                        |
| 1999       | The Disenchanted Forest                    | Ona                    |                                                        |
| 2000       | After Sex                                  | Kate                   |                                                        |
| 2004       | Our Italian Husband                        | Charlene Taylor        | Alternativni naslov: Mariti in affitto                 |
| 2004       | The Easter Egg Adventure                   | Grozljiva Harriet Hare |                                                        |
| 2005       | Bob the Butler                             | Anne Jamieson          |                                                        |
| 2007       | National Lampoon's Bag Boy                 | Ga. Hart               |                                                        |
| 2008       | Justice League: The New Frontier           | Carol Ferris           |                                                        |
| 2008       | The Midnight Meat Train                    | Susan Hoff             |                                                        |
| 2008       | Unstable Fables: Goldilocks & 3 Bears Show | Medvedka Ruby          |                                                        |
| 2010       | Kosmato maščevanje                         | Tammy Sanders          |                                                        |
| 2010       | The Other Guys                             | Ona                    |                                                        |
| 2010       | The Boy Who Cried Werewolf                 | Madame Varcolac        | Televizijski film                                      |
| 2011       | Chalet Girl                                | Caroline               | Televizijski film                                      |
| 2011       | The Greening of Whitney Brown              | Joan Brown             |                                                        |
| Televizija |                                            |                        |                                                        |
| Leto       | Naslov                                     | Vloga                  | Opombe                                                 |
| 1974       | After the Fall                             | Quentin's Daughter     | Televizijski film                                      |
| 1977       | The Prince of Central Park                 | Kristin                | Televizijski film                                      |
| 1982       | The Doctors                                | Elizabeth Harrington   | Nepoznane epizode                                      |
| 1984       | Wet Gold                                   | Laura                  | Televizijski film                                      |
| 1988       | The Diamond Trap                           | Tara Holden            | Televizijski film                                      |
| 1992       | Quantum Leap                               | Vanessa Foster         | 1 epizoda                                              |
| 1993       | I Can Make You Love Me                     | Laura Black            | Televizijski film Alternativni naslov: Stalking Laura  |
| 1993       | Tales from the Crypt                       | Norma                  | 1 epizoda                                              |
| 1994       | An American Love                           | Greta                  | 1 epizoda                                              |
| 1995       | Nothing Lasts Forever                      | Dr. Beth Taft          | Televizijski film                                      |
| 1996       | Prijatelji                                 | Erika Ford             | 1 epizoda                                              |
| 1996–2000  | Nenadoma Susan                             | Susan Keane            | 93 epizod, producentka                                 |
| 1998       | The Almost Perfect Bank Robbery            | Cyndee Lafrance        | Televizijski film                                      |
| 2001       | What Makes a Family                        | Janine Nielssen        | Televizijski film                                      |
| 2001       | Pa me ustreli!                             | Erlene Noodleman       | 1 epizoda                                              |
| 2003       | Miss Spider's Sunny Patch Kids             | Miss Spider            | Televizijski film                                      |
| 2003       | Gary the Rat                               | Cassandra Harrison     | 1 epizoda                                              |
| 2004       | Gone, But Not Forgotten                    | Betsy Tannenbaum       | Televizijski film                                      |
| 2004       | I'm with Her                               | Ivy Tyler              | 1 epizoda                                              |
| 2004       | Oh, ta sedemdeseta                         | Pamela Burkhart        | 7 epizode                                              |
| 2005       | New Car Smell                              | April                  | Televizijski film                                      |
| 2006       | Zakon in red                               | Kelly Sloane-Raines    | 1 epizoda                                              |
| 2006       | Pod nožem lepote                           | Faith Wolper           | 3 epizode                                              |
| 2007       | Dva moža in pol                            | Danielle Stewert       | 1 epizoda                                              |
| 2007       | Batman                                     | Julie                  | 1 epizoda                                              |
| 2007–2009  | Hannah Montana                             | Susan Stewart          | 3 epizode                                              |
| 2008       | Widows                                     | Shirley Heller         | 1 epizoda                                              |
| 2008–2009  | Ženska džungla                             | Wendy Healy            | 20 epizod                                              |
| 2010       | The Middle                                 | Rita Glossner          | 2 epizodi                                              |
| 2010       | Družinsko drevo                            | Ona                    | 1 epizoda                                              |

## Nagrade in nomincije
- GLAAD Media Awards 
 2002 - Nagrada za prispevek k filmski industriji
- People's Choice Awards 
 1981 - Najljubša mlada igralka 
 1982 - Najljubša mlada igralka 
 1983 - Najljubša mlada igralka 
 1984 - Najljubša mlada igralka 
 1997 - Najljubša mlada igralka v novi televizijski seriji (Nenadoma Susan)
- Nagrade mednarodnega filmskega festivala v Seattlu 
 2000 - Najboljša igralska zasedba (The Weekend)
- Zlate maline 
 1981 - Najslabša igralka (Plava laguna) 
 1985 - Najslabša stranska igralka (Sahara) 
 1990 - Najslabša stranska igralka (Speed Zone!)